# Championnat de Bahreïn de football 2024-2025
Navigation
Bahraini Premier League 2023-2024 Bahraini Premier League 2025-2026
La saison 2024-2025 de Bahraini Premier League est la 68e édition du Championnat de Bahreïn de football, aussi connu sous le nom de « Nasser Bin Hamad Premier League ». 
Le Al-Khaldiya SC est le tenant du titre après avoir remporté pour la 2e fois la compétition alors que le Al Bahrain SC, l'A'Ali SC et le Malkiya SCC, rejoignent ce niveau de la compétition.
Le Al-Muharraq Club remporte son 35e titre de champion de Bahreïn.

## Réglement
La Bahraini Premier League 2024-2025 est composé de douze clubs qui s'affrontent tous lors de confrontations aller et retour. Le champion est l'équipe qui obtient le plus grand nombre de points après les 22 journées de championnat. À la fin de la compétition, le champion et le vainqueur de la Coupe de Bahreïn de football 2024-2025 se qualifient pour la Ligue des champions 2 2025-2026, le deuxième pour la Coupe du Golfe des clubs champions 2025-2026 et les deux derniers sont relégué en Bahraini Second Division l'année suivante. Les 9e et 10e participent à un championnat de barrage à quatre face au 3e et 4e de Second Division qui permet de désigner les équipes restant ou rejoignant le championnat.
Le classement est calculé avec le barème de points suivant : une victoire vaut trois points, le match nul un. La défaite ne rapporte aucun point.
À égalité de points, les critères de départage sont les suivants :
1. Plus grand nombre de points dans les confrontations directes ;
2. Plus grande différence de buts dans les confrontations directes ;
3. Plus grand nombre de buts marqués dans les confrontations directes ;
4. Plus grande différence de buts générale ;
5. Plus grand nombre de buts marqués.

Les règles 1,2 et 3 de départage des clubs lors des rencontres disputées entre eux ne peuvent s’appliquer que si les deux matchs les ayant opposés ont été joués.

## Participants
L'édition 2024-2025 est la 3e édition à douze équipes, les trois promus de Bahraini Second Division sont le Al Bahrain SC, l'A'Ali SC et le Malkiya SCC. Ces trois clubs remplacent les trois clubs relégués, le Al Hidd SCC, le Al Hala Sports Club et le Busaiteen Club.
| Club             | Ville      | Classement 2023-2024 | Stade                                                                 | Capacité             |
| ---------------- | ---------- | -------------------- | --------------------------------------------------------------------- | -------------------- |
| Al-Khaldiya SC   | Hamad Town | 1er                  | Stade Al Muharraq Stade national de Bahreïn Stade Khalifa Sports City | 20 000 24 000 15 000 |
| Al Riffa SC      | Riffa      | 2e                   | Stade Al Muharraq Stade national de Bahreïn Stade Khalifa Sports City | 20 000 24 000 15 000 |
| Al-Muharraq Club | Muharraq   | 3e                   | Stade Al Muharraq Stade national de Bahreïn Stade Khalifa Sports City | 20 000 24 000 15 000 |
| Al-Ahli Club     | Manama     | 4e                   | Stade Al Muharraq Stade national de Bahreïn Stade Khalifa Sports City | 20 000 24 000 15 000 |
| Manama Club      | Manama     | 5e                   | Stade Al Muharraq Stade national de Bahreïn Stade Khalifa Sports City | 20 000 24 000 15 000 |
| Al Najma SC      | Manama     | 6e                   | Stade Al Muharraq Stade national de Bahreïn Stade Khalifa Sports City | 20 000 24 000 15 000 |
| Al-Shabab Club   | Jidhafs    | 7e                   | Stade Al Muharraq Stade national de Bahreïn Stade Khalifa Sports City | 20 000 24 000 15 000 |
| Sitra CSC        | Sitra      | 8e                   | Stade Al Muharraq Stade national de Bahreïn Stade Khalifa Sports City | 20 000 24 000 15 000 |
| East Riffa SCC   | Riffa      | 10e                  | Stade Al Muharraq Stade national de Bahreïn Stade Khalifa Sports City | 20 000 24 000 15 000 |
| Al Bahrain SC    | Muharraq   | 1er                  | Stade Al Muharraq Stade national de Bahreïn Stade Khalifa Sports City | 20 000 24 000 15 000 |
| A'Ali SC         | A'ali      | 2e                   | Stade Al Muharraq Stade national de Bahreïn Stade Khalifa Sports City | 20 000 24 000 15 000 |
| Malkiya SCC      | Malkiya    | 3e                   | Stade Al Muharraq Stade national de Bahreïn Stade Khalifa Sports City | 20 000 24 000 15 000 |

Légende des couleurs
- Phase de groupe de la Ligue des champions 2 2024-2025
- Phase de groupe de la Coupe du Golfe des clubs champions 2024-2025
- Promu de la Bahraini Second Division 2023-2024

## Compétition

### Classement
| Rang | Équipe             | Pts | J  | G  | N  | P  | Bp | Bc | Diff |
| ---- | ------------------ | --- | -- | -- | -- | -- | -- | -- | ---- |
| 1    | Al-Muharraq Club   | 51  | 22 | 16 | 3  | 3  | 54 | 17 | +37  |
| 2    | Al-Khaldiya SC T C | 45  | 22 | 14 | 3  | 5  | 41 | 25 | +16  |
| 3    | Sitra CSC          | 38  | 22 | 10 | 8  | 4  | 33 | 21 | +12  |
| 4    | Al Riffa SC        | 38  | 22 | 11 | 5  | 6  | 39 | 27 | +12  |
| 5    | Al-Shabab Club     | 30  | 22 | 7  | 9  | 6  | 23 | 23 | 0    |
| 6    | Al-Ahli Club       | 27  | 22 | 8  | 3  | 11 | 32 | 35 | -3   |
| 7    | Al Najma SC        | 27  | 22 | 7  | 6  | 9  | 29 | 29 | 0    |
| 8    | Malkiya SCC P      | 25  | 22 | 5  | 10 | 7  | 22 | 28 | -6   |
| 9    | Al Bahrain SC P    | 23  | 22 | 6  | 5  | 11 | 27 | 41 | -14  |
| 10   | A'Ali SC P         | 21  | 22 | 5  | 6  | 11 | 23 | 37 | -14  |
| 11   | East Riffa SCC     | 20  | 22 | 4  | 8  | 10 | 21 | 31 | -10  |
| 12   | Manama Club        | 14  | 22 | 2  | 8  | 12 | 16 | 46 | -30  |

| Légende : Qualifications et relégations | Légende : Qualifications et relégations                                                                   |
| --------------------------------------- | --- |
|                                         | Phase de groupe de la Ligue des champions 2 2025-2026                                                     |
|                                         | Phase de groupe de la Coupe du Golfe 2025-2026                                                            |
|                                         | Barrage de relégation                                                                                     |
|                                         | Relégation en Bahraini Second Division                                                                    |
|                                         | T : Tenant du titre P : Promus de Bahraini Second Division C : Vainqueur de la Coupe de Bahreïn 2024-2025 |

### Résultats
| Résultats (▼dom., ►ext.)                                   | AASC | AC  | KSC | MC  | NSC | RSC | SC  | BSC | ERSCC | MSCC | MC  | SCSC |
| A'Ali SC                                                   |      | -   | -   | -   | 1-3 | 2-4 | 1-2 | -   | -     | 2-1  | -   | 0-0  |
| Al-Ahli Club                                               | -    |     | -   | -   | -   | -   | -   | 0-1 | 3-2   | -    | 2-0 | 2-3  |
| Al-Khaldiya SC                                             | -    | 2-1 |     | 1-2 | -   | 1-0 | -   | 3-0 | 2-1   | -    | 3-2 | -    |
| Al-Muharraq Club                                           | -    | -   | 3-1 |     | -   | -   | 3-0 | 7-2 | -     | -    | -   | -    |
| Al Najma SC                                                | -    | 2-3 | -   | 0-0 |     | 1-3 | 0-0 | -   | -     | -    | -   | -    |
| Al Riffa SC                                                | 3-0  | -   | 2-2 | 2-0 | 3-0 |     | -   | -   | -     | -    | 5-1 | 0-2  |
| Al-Shabab Club                                             | -    | -   | -   | 1-2 | 0-2 | -   |     | -   | -     | 0-0  | -   | -    |
| Al Bahrain SC                                              | -    | 2-1 | -   | 1-3 | -   | -   | 1-2 |     | 2-1   | 2-2  | -   | -    |
| East Riffa SCC                                             | -    | -   | 3-2 | -   | 2-4 | -   | -   | 3-1 |       | 1-2  | -   | -    |
| Malkiya SCC                                                | -    | -   | -   | 1-1 | -   | -   | -   | -   | 0-0   |      | -   | -    |
| Manama Club                                                | 2-2  | 0-1 | 0-5 | -   | -   | 0-0 | 0-2 | -   | -     | -    |     | 0-3  |
| Sitra CSC                                                  | 2-1  | 3-1 | -   | -   | -   | 1-1 | -   | -   | 1-1   | 0-1  | 4-1 |      |
| - Victoire à domicile - Match nul - Victoire à l'extérieur |      |     |     |     |     |     |     |     |       |      |     |      |

### Barrages de relégation
Les 9e et 10e,  le Bahrain SC et le A'Ali SC, participent à un barrage de relégation à quatre face au 3e et 4e de Second Division, le Al Hala SC et le Isa Town FC, qui permet de désigner les équipes restant ou rejoignant le championnat. 
| Rang | Équipe        | Pts | J | G | N | P | Bp | Bc | Diff |
| ---- | ------------- | --- | - | - | - | - | -- | -- | ---- |
| 1    | Al Bahrain SC | 7   | 3 | 2 | 1 | 0 | 4  | 2  | +2   |
| 2    | A'Ali SC      | 4   | 3 | 1 | 1 | 1 | 2  | 2  | 0    |
| 3    | Al Hala SC    | 4   | 3 | 1 | 1 | 1 | 6  | 4  | +2   |
| 4    | Isa Town FC   | 1   | 3 | 0 | 1 | 2 | 2  | 6  | -4   |

| Légende : Qualifications et relégations | Légende : Qualifications et relégations |
| --------------------------------------- | --------------------------------------- |
|                                         | Relégation en Bahraini Second Division  |

À la fin du tournoi, les deux équipes de première division parviennent à se maintenir.

## Bilan de la saison
| Championnat de Bahreïn de football 2024-2025 |                              |
| Champion                                     | Al Muharraq Club (35e titre) |
| Coupes et trophées                           |                              |
| Vainqueur de la Coupe de Bahreïn 2024-2025   | Al-Khaldiya SC               |
| Qualifications continentales                 |                              |
| Ligue des champions 2                        | Al Muharraq Club             |
| Ligue des champions 2                        | Al-Khaldiya SC               |
| Coupe du Golfe des clubs champions           | Sitra CSC                    |
| Promotions et relégations                    |                              |
| Promus en Bahraini Premier League            | Budaiya Club                 |
| Promus en Bahraini Premier League            | Al Hidd SCC                  |
| Relégués en Bahraini Second Division         | East Riffa SCC               |
| Relégués en Bahraini Second Division         | Manama Club                  |